# 10468 Itacuruba
A 10468 Itacuruba (ideiglenes jelöléssel (10468) 1981 EH9) a Naprendszer kisbolygóövében található aszteroida. Schelte J. Bus fedezte fel 1981. március 1-jén.

## Kapcsolódó szócikk
- Kisbolygók listája (10001–10500)